# Wolfgang Ballwieser
Wolfgang Ballwieser (* 17. Dezember 1948 in Frankfurt am Main) ist ein emeritierter deutscher Professor für Betriebswirtschaftslehre, insbesondere Rechnungs- und Prüfungswesen an der Fakultät für Betriebswirtschaft der Ludwig-Maximilians-Universität München.

## Leben
Wolfgang Ballwieser studierte in Frankfurt Betriebswirtschaftslehre von 1969-1974. Dort promovierte er 1977 bei Jörg Baetge mit dem Thema „Kassendisposition und Wertpapieranlage“ (Preis der IHK Frankfurt am Main für die beste Dissertation des Fachbereichs Wirtschaftswissenschaften) und habilitierte sich 1981 bei Adolf Moxter am Seminar für das Treuhandwesen mit dem Thema „Unternehmensbewertung und Komplexitätsreduktion“ an der Johann Wolfgang-Goethe-Universität in Frankfurt am Main. 1982 wurde er als Professor auf den Lehrstuhl für Wirtschaftsprüfung an die Gottfried Wilhelm Leibniz Universität Hannover (Dekan der Fakultät für Wirtschaftswissenschaften in Hannover 1987-1988) und 1992 auf den neu errichteten Lehrstuhl für Rechnungswesen und Prüfung an der Ludwig-Maximilians-Universität München (Dekan der Fakultät Betriebswirtschaft von 1997-1998) berufen, wo er bis zu seiner Emeritierung 2013 verblieb. 1986, 1987 und 1997 hat er Rufe der Julius-Maximilians-Universität Würzburg, der Universität Bern und der Johann Wolfgang-Goethe-Universität Frankfurt abgelehnt. Die Bergische Universität Wuppertal verlieh ihn die 2001 die Ehrendoktorwürde im Fachbereich Wirtschaftswissenschaften. 2002 folgte die Preisverleihung des Dr. Kausch-Preises der Universität St. Gallen. Zum 31. März 2014 wurde Ballwieser emeritiert.
Schwerpunkte seiner wissenschaftlichen Arbeit sind Unternehmensbewertung, Internationale Rechnungslegung sowie Prüfungslehre. Zu seinen Arbeitsgebieten zählen Fragen der Informationsökonomie und der betrieblichen Kapitaltheorie. Neben Problemen der Bilanzrechtstheorie beschäftigt er sich insbesondere mit dem empirischen Bilanzierungsverhalten mittelgroßer Kapitalgesellschaften und der ökonomischen Rechtfertigung verstärkter Publizität der Unternehmen. Darüber hinaus widmet er sich zahlreichen Aspekten von „Mergers and Acquisitions“.

## Mitgliedschaften
2003 wurde Ballwieser ordentliches Mitglied der Bayerischen Akademie der Wissenschaften, 1998 Mitglied im Vorstand der Schmalenbach-Gesellschaft. Von 2001 bis 2011 war er Mitglied im Editorial Board der Fachzeitschrift European Accounting Review (EAR). Von 2006 bis 2015 war er Mitglied im Wissenschaftlichen Arbeitskreis für Regulierungsfragen (WAR) bei der Bundesnetzagentur (BNetzA) und von 1996 bis 2014 gehörte er dem Fachausschuss für Unternehmensbewertung und Betriebswirtschaft (FAUB; früher Arbeitskreis Unternehmensbewertung AKU) des Instituts der Wirtschaftsprüfer (IDW) an. Von 1993 bis 1997 war er Mitglied im Hauptfachausschuss (HFA) des Instituts der Wirtschaftsprüfer. Seit 1993 war er Mitherausgeber der zfbf Schmalenbachs Zeitschrift für betriebswirtschaftliche Forschung und Managing Editor der Schmalenbach Business Review (sbr) von 2000 bis 2012, dessen Schriftleitung er von 1998 bis 2012 übernahm. In beiden Zeitschriften ist er weiterhin Herausgeber. Von 1996 bis 2001 war er Mitglied im Executive Committee der European Accounting Association als Vertreter Deutschlands, dessen Präsidentschaft er von 2000 bis 2001 übernahm. Wolfgang Ballwieser war stellvertretender Vorsitzender im Aufsichtsrat der Deloitte & Touche GmbH und der Deloitte GmbH seit 2003, Vorsitzender des Aufsichtsrats der Deloitte Deutschland GmbH und der Deloitte GmbH seit 2018. Darüber hinaus war Wolfgang Ballwieser Mitglied im Verband der Hochschullehrer für Betriebswirtschaft, im Verein für Socialpolitik.

## Publikationen (Auswahl)
- US-amerikanische Rechnungslegung. 3. Auflage, 2000
- Handwörterbuch der Rechnungslegung und Prüfung. 2002
- Unternehmensbewertung – Prozess, Methoden und Probleme. 5. Auflage, 2016 (ab 4. Aufl. mit Dirk Hachmeister)
- IFRS-Rechnungslegung – Konzept, Regeln und Wirkungen. 3. Auflage, 2013
- Festschrift zu Wolfgang Ballwiesers 65. Geburtstag: Michael Dobler, Dirk Hachmeister, Christoph Kuhner, Stefan Rammert (Hrsg.), Rechnungslegung, Prüfung und Unternehmensbewertung, Stuttgart 2014.